# Мегарон
Ме́гарон (др.-греч. μέγαρον — большой зал) — тип древнегреческого жилого дома периода III—II тыс. до н. э. эгейской цивилизации, в частности крито-микенской культуры, бронзового века, распространённый на островах Эгейского моря, Крите, в материковой Греции и Малой Азии.
Мегароны представляли собой глинобитные строения (из сырцового кирпича с рубленой соломой для прочности) и конической соломенной крышей. В раскопках древних Тиринфа и Микен обнаружены остатки фундаментов круглых и овальных в плане жилых домов. Б. Р. Виппер, анализируя результаты археологических исследований, отрицает преемственность прямоугольных в плане жилищ от круглых и овальных. Однако все типы, вероятно, имели широкое распространение.
Самые древние мегароны не имели колонн, лишь узкую входную дверь. В центре глиняного пола находился очаг, а вверху, над ним — отверстие для выхода дыма. В таком доме готовили еду, а вокруг очага, вдоль стен спали. В больших  «царских мегаронах» нависающую кровлю для отвода дождевой воды от глиняных стен подпирали деревянные опоры — прототипы будущих колонн. Постепенно появлялись постройки с продомосом др.-греч. πρόδομος  — «перед домом») — передней, входной частью, которую выделяли двумя столбами или выступами боковых стен — прототип «храма в антах». Однако неверным следует считать отождествление архаического жилого дома и позднейшего храма в антах. В среднеэлладский период (XX—XVII вв. до н. э.) появлялись большие мегароны с входным портиком и двумя помещениями на одной оси. При этом очаг перемещали в дальнее помещение. В царских мегаронах имелось несколько дверей и внутренний круг колонн. Известковый пол, как, например, в царском мегароне в Тиринфе, украшен росписью. На возвышении находился трон властителя.
Перед мегароном устраивали большой огороженный двор. Таким образом тип архаичного жилища постепенно превращался в царский дворец. В нём уже не готовили пищу и не спали; очаг становился культовым жертвенником. Такой мегарон был наполовину дворцом и наполовину храмом. В мегаронах совершали жертвоприношения, принимали почётных гостей и устраивали царские пиры.
- Мегарон без передней (Megaron Cella)
- Мегарон с продомосом или передней
- Мегарон с антом (Templum in antis)

В 1939 году в Пилосе на юго-западе Пелопоннеса были открыты руины дворца Нестора, правителя гомеровского времени (XIII в. до н. э.). Вокруг большого мегарона (12×10 м) располагались двухэтажные жилые постройки. Перекрытие мегарона, как предполагают специалисты, было не двускатным, а плоским. Остатки другого большого мегарона обнаружили при раскопках в городе Ферм (Термос), в Этолии.
Существует гипотеза, что малые мегароны служили жилищем для мужчин. Женщины, дети и рабы жили отдельно. Вероятно, с этим связано то, что малые жилые дома именовали иначе: ойкос, или экос др.-греч. οἶκος — дом, жилище, достояние). Ойкосом называли также одно из помещений дома, служившее святилищем домашних богов. На этом основании древнегреческий ойкос считают прообразом наоса — главного помещения большого храма. Латинизированная форма — экус (лат. oecus).